# Sumida (sector special)

Sectorul Sumida pe harta Tokyo

Sumida (墨田区 Sumida-ku?) este un sector special al zonei metropolitane Tōkyō în Japonia.